# Воловик Ґмеліна
Воловик Ґмеліна, воловик Гмеліна (Anchusa gmelinii) — вид рослин з родини шорстколистих (Boraginaceae), поширений у Сербії, Румунії, Молдові, Україні, Росії, Казахстані, європейській Туреччині.

## Опис
Багаторічна рослина 30–70 см. Рослина не дуже густо вкрита жорсткими щетинками. Листки зелені. Чашечка розсіяно щетиниста, з тупими, порівняно густо-щетинистими зубчиками.

## Поширення
Поширений у Сербії, Румунії, Молдові, Україні, Росії, Казахстані, європейській Туреччині.
В Україні вид зростає на відкритих і борових пісках, піщаних дюнах (кучугурах) — у Лісостепу (пд. ч.) і Степу, б.-м. зазвичай; на Поліссі, зрідка (ок. Києва).